# Metagonia modica
Metagonia modica är en spindelart som beskrevs av Willis J. Gertsch 1986. Metagonia modica ingår i släktet Metagonia och familjen dallerspindlar.
Artens utbredningsområde är Guatemala. Inga underarter finns listade i Catalogue of Life.